# Chaetonotus longispinosus
Chaetonotus longispinosus är en djurart som tillhör fylumet bukhårsdjur, och som beskrevs av Stockes 1887. Chaetonotus longispinosus ingår i släktet Chaetonotus och familjen Chaetonotidae. Arten är reproducerande i Sverige. Inga underarter finns listade i Catalogue of Life.